# Lista uczestników Tour de Pologne 2015
Lista uczestników Tour de Pologne 2015:
W Tour de Pologne 2015 wystartowało 151 zawodników z 19 profesjonalnych ekip.

## Lista uczestników
| Legenda | Legenda                                                                  |
| ------- | ------------------------------------------------------------------------ |
|         | Zwycięzca klasyfikacji generalnej                                        |
|         | Zwycięzca klasyfikacji górskiej                                          |
|         | Zwycięzca klasyfikacji punktowej                                         |
|         | Zwycięzca klasyfikacji najaktywniejszych                                 |
| DNS     | Oznaczenie zawodników, którzy nie przystąpili do danego etapu            |
| DNF     | Oznaczenie zawodników, którzy nie ukończyli danego etapu                 |
| HD      | Oznaczenie zawodników, którzy przekroczyli limit czasowy na danym etapie |

### Team Tinkoff-Saxo
| Team Tinkoff-Saxo TTS | Team Tinkoff-Saxo TTS | Team Tinkoff-Saxo TTS | Team Tinkoff-Saxo TTS | Team Tinkoff-Saxo TTS                          | Team Tinkoff-Saxo TTS |
| Numer                 | Zawodnik              | Państwo               | Wiek                  | Uwagi                                          | Miejsce               |
| --------------------- | --------------------- | --------------------- | --------------------- | ---------------------------------------------- | --------------------- |
| 1                     | Maciej Bodnar         | Polska                | 30                    |                                                | 85.                   |
| 2                     | Paweł Poljański       | Polska                | 25                    |                                                | 53.                   |
| 3                     | Jesper Hansen         | Dania                 | 24                    |                                                | 33.                   |
| 4                     | Robert Kišerlovski    | Chorwacja             | 28                    | Mistrz Chorwacji w wyścigu ze startu wspólnego | 19.                   |
| 5                     | Chris Anker Sørensen  | Dania                 | 30                    |                                                | 13.                   |
| 6                     | Jewgienij Pietrow     | Rosja                 | 37                    |                                                | 37.                   |
| 7                     | Iwan Rowny            | Rosja                 | 27                    |                                                | DNF-5                 |
| 8                     | Edward Beltrán        | Kolumbia              | 25                    |                                                | 76.                   |

### Etixx-Quick Step
| Etixx-Quick Step EQS | Etixx-Quick Step EQS | Etixx-Quick Step EQS | Etixx-Quick Step EQS | Etixx-Quick Step EQS                        | Etixx-Quick Step EQS |
| Numer                | Zawodnik             | Państwo              | Wiek                 | Uwagi                                       | Miejsce              |
| -------------------- | -------------------- | -------------------- | -------------------- | ------------------------------------------- | -------------------- |
| 11                   | Michał Kwiatkowski   | Polska               | 25                   | Mistrz Świata w wyścigu ze startu wspólnego | DNF-6                |
| 12                   | Michał Gołaś         | Polska               | 31                   |                                             | 51.                  |
| 13                   | Maxime Bouet         | Francja              | 28                   |                                             | 47.                  |
| 14                   | Gianluca Brambilla   | Włochy               | 27                   |                                             | 26.                  |
| 15                   | David de la Cruz     | Hiszpania            | 26                   |                                             | DNF-2                |
| 16                   | Gianni Meersman      | Belgia               | 29                   |                                             | DNF-6                |
| 17                   | Petr Vakoč           | Czechy               | 23                   | Mistrz Czech w wyścigu ze startu wspólnego  | 31.                  |
| 18                   | Carlos Verona        | Hiszpania            | 22                   |                                             | 42.                  |

### Pro Team Astana
| Pro Team Astana AST | Pro Team Astana AST | Pro Team Astana AST | Pro Team Astana AST | Pro Team Astana AST                                | Pro Team Astana AST |
| Numer               | Zawodnik            | Państwo             | Wiek                | Uwagi                                              | Miejsce             |
| ------------------- | ------------------- | ------------------- | ------------------- | -------------------------------------------------- | ------------------- |
| 21                  | Fabio Aru           | Włochy              | 25                  |                                                    | 5.                  |
| 22                  | Borut Božič         | Słowenia            | 34                  |                                                    | DNF-6               |
| 23                  | Dario Cataldo       | Włochy              | 30                  |                                                    | 39.                 |
| 24                  | Andrea Guardini     | Włochy              | 26                  |                                                    | DNF-5               |
| 25                  | Aleksiej Łucenko    | Kazachstan          | 22                  | Mistrz Kazachstanu w jeździe indywidualnej na czas | DNF-6               |
| 26                  | Diego Rosa          | Włochy              | 26                  |                                                    | 28.                 |
| 27                  | Paolo Tiralongo     | Włochy              | 38                  |                                                    | 24.                 |
| 28                  | Andriej Zejc        | Kazachstan          | 28                  |                                                    | 29.                 |

### Team Sky
| Team Sky SKY | Team Sky SKY     | Team Sky SKY      | Team Sky SKY | Team Sky SKY                                     | Team Sky SKY |
| Numer        | Zawodnik         | Państwo           | Wiek         | Uwagi                                            | Miejsce      |
| ------------ | ---------------- | ----------------- | ------------ | ------------------------------------------------ | ------------ |
| 31           | Ian Boswell      | Stany Zjednoczone | 24           |                                                  | 52.          |
| 32           | Philip Deignan   | Irlandia          | 31           |                                                  | 62.          |
| 33           | Sergio Henao     | Kolumbia          | 27           |                                                  | 8.           |
| 34           | Wasil Kiryjenka  | Białoruś          | 24           | Mistrz Białorusi w jeździe indywidualnej na czas | 88.          |
| 35           | David López      | Hiszpania         | 34           |                                                  | 55.          |
| 36           | Mikel Nieve      | Hiszpania         | 31           |                                                  | 10.          |
| 37           | Salvatore Puccio | Włochy            | 25           |                                                  | 43.          |
| 38           | Xabier Zandio    | Hiszpania         | 38           |                                                  | 107.         |

### Lampre-Merida
| Lampre-Merida LAM | Lampre-Merida LAM  | Lampre-Merida LAM | Lampre-Merida LAM | Lampre-Merida LAM | Lampre-Merida LAM |
| Numer             | Zawodnik           | Państwo           | Wiek              | Uwagi             | Miejsce           |
| ----------------- | ------------------ | ----------------- | ----------------- | ----------------- | ----------------- |
| 41                | Przemysław Niemiec | Polska            | 35                |                   | 57.               |
| 42                | Niccolò Bonifazio  | Włochy            | 21                |                   | DNF-6             |
| 43                | Mattia Cattaneo    | Włochy            | 24                |                   | 44.               |
| 44                | Roberto Ferrari    | Włochy            | 32                |                   | DNF-6             |
| 45                | Sacha Modolo       | Włochy            | 28                |                   | DNF-5             |
| 46                | Manuele Mori       | Włochy            | 34                |                   | 40.               |
| 47                | Diego Ulissi       | Włochy            | 26                |                   | 6.                |
| 48                | Valerio Conti      | Włochy            | 24                |                   | 66.               |

### BMC Racing Team
| BMC Racing Team BMC | BMC Racing Team BMC  | BMC Racing Team BMC | BMC Racing Team BMC | BMC Racing Team BMC                               | BMC Racing Team BMC |
| Numer               | Zawodnik             | Państwo             | Wiek                | Uwagi                                             | Miejsce             |
| ------------------- | -------------------- | ------------------- | ------------------- | ------------------------------------------------- | ------------------- |
| 51                  | Darwin Atapuma       | Kolumbia            | 27                  |                                                   | 30.                 |
| 52                  | Marcus Burghardt     | Niemcy              | 32                  |                                                   | DNF-6               |
| 53                  | Alessandro De Marchi | Włochy              | 29                  |                                                   | 59.                 |
| 54                  | Silvan Dillier       | Szwajcaria          | 24                  | Mistrz Szwajcarii w jeździe indywidualnej na czas | 49.                 |
| 55                  | Ben Hermans          | Belgia              | 29                  |                                                   | 3.                  |
| 56                  | Amaël Moinard        | Francja             | 33                  |                                                   | 18.                 |
| 57                  | Dylan Teuns          | Belgia              | 23                  |                                                   | DNF-6               |
| 58                  | Peter Velits         | Słowacja            | 30                  |                                                   | 35.                 |

### Movistar Team
| Movistar Team MOV | Movistar Team MOV | Movistar Team MOV | Movistar Team MOV | Movistar Team MOV | Movistar Team MOV |
| Numer             | Zawodnik          | Państwo           | Wiek              | Uwagi             | Miejsce           |
| ----------------- | ----------------- | ----------------- | ----------------- | ----------------- | ----------------- |
| 61                | Alex Dowsett      | Wielka Brytania   | 26                |                   | DNF-4             |
| 62                | Igor Antón        | Hiszpania         | 32                |                   | 34.               |
| 63                | Eros Capecchi     | Włochy            | 29                |                   | 54.               |
| 64                | Ion Izagirre      | Hiszpania         | 26                |                   | 1.                |
| 65                | Juan Jose Lobato  | Hiszpania         | 26                |                   | DNF-4             |
| 66                | Jasha Sütterlin   | Niemcy            | 22                |                   | 106.              |
| 67                | Francisco Ventoso | Hiszpania         | 33                |                   | 65.               |
| 68                | Beñat Intxausti   | Hiszpania         | 29                |                   | DNF-5             |

### Orica-GreenEdge
| Orica-GreenEdge OGE | Orica-GreenEdge OGE | Orica-GreenEdge OGE | Orica-GreenEdge OGE | Orica-GreenEdge OGE | Orica-GreenEdge OGE |
| Numer               | Zawodnik            | Państwo             | Wiek                | Uwagi               | Miejsce             |
| ------------------- | ------------------- | ------------------- | ------------------- | ------------------- | ------------------- |
| 71                  | Caleb Ewan          | Australia           | 22                  |                     | 100.                |
| 72                  | Mitch Docker        | Australia           | 28                  |                     | 91.                 |
| 73                  | Brett Lancaster     | Australia           | 35                  |                     | 112.                |
| 74                  | Christian Meier     | Kanada              | 30                  |                     | 41.                 |
| 75                  | Damien Howson       | Australia           | 22                  |                     | 94.                 |
| 76                  | Simon Clarke        | Australia           | 29                  |                     | DNF-6               |
| 77                  | Mathew Hayman       | Australia           | 37                  |                     | 89.                 |
| 78                  | Ivan Santaromita    | Włochy              | 31                  |                     | DNF-6               |

### Team Giant-Alpecin
| Team Giant-Alpecin GIA | Team Giant-Alpecin GIA | Team Giant-Alpecin GIA | Team Giant-Alpecin GIA | Team Giant-Alpecin GIA | Team Giant-Alpecin GIA |
| Numer                  | Zawodnik               | Państwo                | Wiek                   | Uwagi                  | Miejsce                |
| ---------------------- | ---------------------- | ---------------------- | ---------------------- | ---------------------- | ---------------------- |
| 81                     | Marcel Kittel          | Niemcy                 | 27                     |                        | 104.                   |
| 82                     | Lawson Craddock        | Stany Zjednoczone      | 23                     |                        | 17.                    |
| 83                     | Tom Stamsnijder        | Holandia               | 30                     |                        | 108.                   |
| 84                     | Bert De Backer         | Belgia                 | 31                     |                        | 113.                   |
| 85                     | Johannes Fröhlinger    | Niemcy                 | 30                     |                        | 56.                    |
| 86                     | Nikias Arndt           | Niemcy                 | 23                     |                        | DNS-5                  |
| 87                     | Caleb Fairly           | Stany Zjednoczone      | 28                     |                        | DNF-1                  |
| 88                     | Luka Mezgec            | Słowenia               | 27                     |                        | 92.                    |

### Trek Factory Racing
| Trek Factory Racing TRE | Trek Factory Racing TRE | Trek Factory Racing TRE | Trek Factory Racing TRE | Trek Factory Racing TRE | Trek Factory Racing TRE |
| Numer                   | Zawodnik                | Państwo                 | Wiek                    | Uwagi                   | Miejsce                 |
| ----------------------- | ----------------------- | ----------------------- | ----------------------- | ----------------------- | ----------------------- |
| 91                      | Eugenio Alafaci         | Włochy                  | 24                      |                         | DNS-5                   |
| 92                      | Fumiyuki Beppu          | Japonia                 | 32                      |                         | 79.                     |
| 93                      | Marco Coledan           | Włochy                  | 26                      |                         | 110.                    |
| 94                      | Giacomo Nizzolo         | Włochy                  | 26                      |                         | DNF-4                   |
| 95                      | Jarosław Popowycz       | Ukraina                 | 35                      |                         | 95.                     |
| 96                      | Jesse Sergent           | Nowa Zelandia           | 27                      |                         | 98.                     |
| 97                      | Kristof Vandewalle      | Belgia                  | 30                      |                         | DNS-4                   |
| 98                      | Riccardo Zoidl          | Austria                 | 27                      |                         | 14.                     |

### Team Katusha
| Team Katusha KAT | Team Katusha KAT    | Team Katusha KAT | Team Katusha KAT | Team Katusha KAT                             | Team Katusha KAT |
| Numer            | Zawodnik            | Państwo          | Wiek             | Uwagi                                        | Miejsce          |
| ---------------- | ------------------- | ---------------- | ---------------- | -------------------------------------------- | ---------------- |
| 101              | Maksim Bielkow      | Rosja            | 30               |                                              | DNS-3            |
| 102              | Sven Erik Bystrøm   | Norwegia         | 23               |                                              | 71.              |
| 103              | Siergiej Czerniecki | Rosja            | 25               |                                              | 81.              |
| 104              | Siergiej Łagutin    | Rosja            | 34               |                                              | DNF-6            |
| 105              | Gatis Smukulis      | Łotwa            | 28               | Mistrz Łotwy w jeździe indywidualnej na czas | 93.              |
| 106              | Eduard Worganow     | Rosja            | 32               |                                              | 20.              |
| 107              | Anton Worobjew      | Rosja            | 24               |                                              | DNF-5            |
| 108              | Ilnur Zakarin       | Rosja            | 25               |                                              | 4.               |

### Team LottoNL-Jumbo
| Team LottoNL-Jumbo LTJ | Team LottoNL-Jumbo LTJ | Team LottoNL-Jumbo LTJ | Team LottoNL-Jumbo LTJ | Team LottoNL-Jumbo LTJ | Team LottoNL-Jumbo LTJ |
| Numer                  | Zawodnik               | Państwo                | Wiek                   | Uwagi                  | Miejsce                |
| ---------------------- | ---------------------- | ---------------------- | ---------------------- | ---------------------- | ---------------------- |
| 111                    | Robert Gesink          | Holandia               | 29                     |                        | DNS-3                  |
| 112                    | Tom Van Asbroeck       | Belgia                 | 27                     |                        | 96.                    |
| 113                    | George Bennett         | Nowa Zelandia          | 25                     |                        | 21.                    |
| 114                    | Rick Flens             | Holandia               | 32                     |                        | 111.                   |
| 115                    | Martijn Keizer         | Holandia               | 27                     |                        | 109.                   |
| 116                    | Bert-Jan Lindeman      | Holandia               | 26                     |                        | 60.                    |
| 117                    | Bram Tankink           | Holandia               | 36                     |                        | 48.                    |
| 118                    | Dennis van Winden      | Holandia               | 27                     |                        | 83.                    |

### Lotto Soudal
| Lotto Soudal LTS | Lotto Soudal LTS      | Lotto Soudal LTS | Lotto Soudal LTS | Lotto Soudal LTS                              | Lotto Soudal LTS |
| Numer            | Zawodnik              | Państwo          | Wiek             | Uwagi                                         | Miejsce          |
| ---------------- | --------------------- | ---------------- | ---------------- | --------------------------------------------- | ---------------- |
| 121              | Sander Armée          | Belgia           | 29               |                                               | 32.              |
| 122              | Kris Boeckmans        | Belgia           | 28               |                                               | DNF-6            |
| 123              | Vegard Breen          | Norwegia         | 25               |                                               | 63.              |
| 124              | Jasper De Buyst       | Belgia           | 21               |                                               | DNF-6            |
| 125              | Bart De Clercq        | Belgia           | 28               |                                               | 2.               |
| 126              | Maxime Monfort        | Belgia           | 32               |                                               | 16.              |
| 127              | Jurgen Van den Broeck | Belgia           | 32               | Mistrz Belgii w jeździe indywidualnej na czas | 15.              |
| 128              | Boris Vallée          | Belgia           | 22               |                                               | DNF-6            |

### Team Cannondale-Garmin
| Team Cannondale-Garmin TCG | Team Cannondale-Garmin TCG | Team Cannondale-Garmin TCG | Team Cannondale-Garmin TCG | Team Cannondale-Garmin TCG | Team Cannondale-Garmin TCG |
| Numer                      | Zawodnik                   | Państwo                    | Wiek                       | Uwagi                      | Miejsce                    |
| -------------------------- | -------------------------- | -------------------------- | -------------------------- | -------------------------- | -------------------------- |
| 131                        | Moreno Moser               | Włochy                     | 24                         |                            | 45.                        |
| 132                        | Alberto Bettiol            | Włochy                     | 21                         |                            | DNF-6                      |
| 133                        | Davide Formolo             | Włochy                     | 22                         |                            | 9.                         |
| 134                        | Lasse Norman Hansen        | Dania                      | 23                         |                            | DNF-6                      |
| 135                        | Alan Marangoni             | Włochy                     | 31                         |                            | DNF-6                      |
| 136                        | Matej Mohoric              | Słowenia                   | 20                         |                            | 70.                        |
| 137                        | Kristoffer Skjerping       | Norwegia                   | 22                         |                            | 101.                       |
| 138                        | Davide Villella            | Włochy                     | 24                         |                            | 36.                        |

### Ag2r-La Mondiale
| Ag2r-La Mondiale ALM | Ag2r-La Mondiale ALM | Ag2r-La Mondiale ALM | Ag2r-La Mondiale ALM | Ag2r-La Mondiale ALM | Ag2r-La Mondiale ALM |
| Numer                | Zawodnik             | Państwo              | Wiek                 | Uwagi                | Miejsce              |
| -------------------- | -------------------- | -------------------- | -------------------- | -------------------- | -------------------- |
| 141                  | Gediminas Bagdonas   | Litwa                | 29                   |                      | 105.                 |
| 143                  | Guillaume Bonnafond  | Francja              | 28                   |                      | 69.                  |
| 144                  | Patrick Gretsch      | Niemcy               | 28                   |                      | 103.                 |
| 145                  | Rinaldo Nocentini    | Włochy               | 37                   |                      | 64.                  |
| 146                  | Axel Domont          | Francja              | 24                   |                      | 68.                  |
| 147                  | Christophe Riblon    | Francja              | 34                   |                      | 7.                   |
| 148                  | Sébastien Turgot     | Francja              | 31                   |                      | 99.                  |

### IAM Cycling
| IAM Cycling IAM | IAM Cycling IAM       | IAM Cycling IAM   | IAM Cycling IAM | IAM Cycling IAM | IAM Cycling IAM |
| Numer           | Zawodnik              | Państwo           | Wiek            | Uwagi           | Miejsce         |
| --------------- | --------------------- | ----------------- | --------------- | --------------- | --------------- |
| 151             | Vicente Reynès        | Hiszpania         | 34              |                 | 78.             |
| 152             | Clément Chevrier      | Francja           | 23              |                 | 46.             |
| 153             | Stefan Denifl         | Austria           | 27              |                 | 50.             |
| 154             | Jonathan Fumeaux      | Szwajcaria        | 27              |                 | 84.             |
| 155             | Roger Kluge           | Niemcy            | 29              |                 | 97.             |
| 156             | Matteo Pelucchi       | Włochy            | 26              |                 | DNF-6           |
| 157             | Sébastien Reichenbach | Szwajcaria        | 26              |                 | 12.             |
| 158             | Larry Warbasse        | Stany Zjednoczone | 25              |                 | 25.             |

### FDJ.fr
| FDJ.fr FDJ | FDJ.fr FDJ         | FDJ.fr FDJ | FDJ.fr FDJ | FDJ.fr FDJ | FDJ.fr FDJ |
| Numer      | Zawodnik           | Państwo    | Wiek       | Uwagi      | Miejsce    |
| ---------- | ------------------ | ---------- | ---------- | ---------- | ---------- |
| 161        | Arnold Jeannesson  | Francja    | 29         |            | 58.        |
| 162        | Kenny Elissonde    | Francja    | 24         |            | 23.        |
| 163        | Murilo Fischer     | Brazylia   | 36         |            | DNF-6      |
| 164        | Matthieu Ladagnous | Francja    | 30         |            | DNF-4      |
| 165        | Olivier Le Gac     | Francja    | 21         |            | 86.        |
| 166        | Lorrenzo Manzin    | Francja    | 21         |            | DNF-6      |
| 167        | Laurent Pichon     | Francja    | 29         |            | 74.        |
| 168        | Jussi Veikkanen    | Finlandia  | 34         |            | 90.        |

### CCC Sprandi Polkowice
| CCC Sprandi Polkowice CCC | CCC Sprandi Polkowice CCC | CCC Sprandi Polkowice CCC | CCC Sprandi Polkowice CCC | CCC Sprandi Polkowice CCC                                                                     | CCC Sprandi Polkowice CCC |
| Numer                     | Zawodnik                  | Państwo                   | Wiek                      | Uwagi                                                                                         | Miejsce                   |
| ------------------------- | ------------------------- | ------------------------- | ------------------------- | --------------------------------------------------------------------------------------------- | ------------------------- |
| 171                       | Maciej Paterski           | Polska                    | 28                        |                                                                                               | 27.                       |
| 172                       | Grega Bole                | Słowenia                  | 29                        |                                                                                               | 73.                       |
| 173                       | Branislau Samoilau        | Białoruś                  | 30                        |                                                                                               | 38.                       |
| 174                       | Jan Hirt                  | Czechy                    | 24                        |                                                                                               | 67.                       |
| 175                       | Nikołaj Michajłow         | Bułgaria                  | 27                        | Mistrz Bułgarii w wyścigu ze startu wspólnego Mistrz Bułgarii w jeździe indywidualnej na czas | 72.                       |
| 176                       | Davide Rebellin           | Włochy                    | 43                        |                                                                                               | 11.                       |
| 177                       | Marek Rutkiewicz          | Polska                    | 34                        |                                                                                               | 61.                       |
| 178                       | Adrian Kurek              | Polska                    | 27                        |                                                                                               | DNF-6                     |

### Reprezentacja Polski

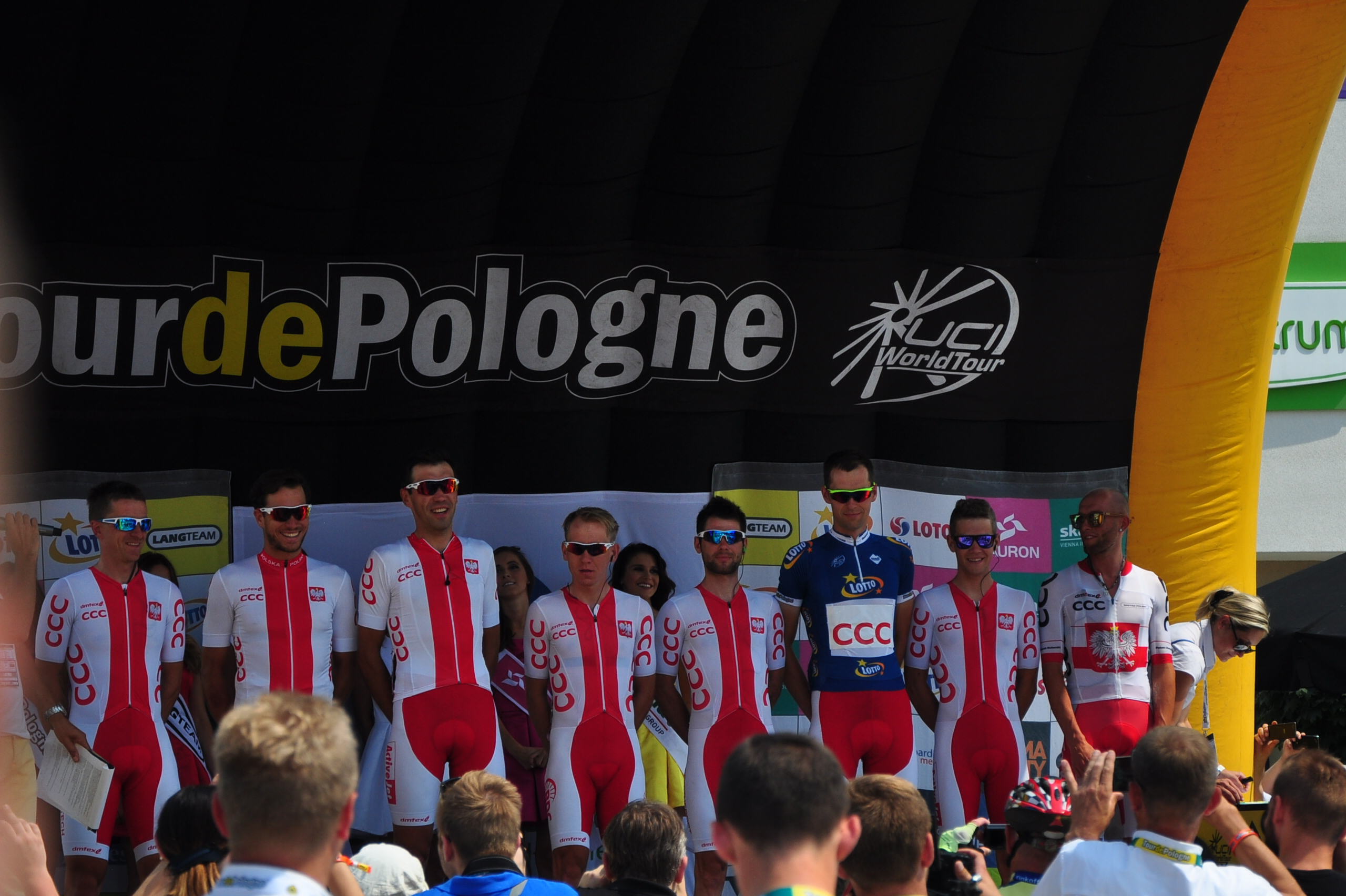

| Reprezentacja Polski POL | Reprezentacja Polski POL | Reprezentacja Polski POL | Reprezentacja Polski POL | Reprezentacja Polski POL                      | Reprezentacja Polski POL |
| Numer                    | Zawodnik                 | Państwo                  | Wiek                     | Uwagi                                         | Miejsce                  |
| ------------------------ | ------------------------ | ------------------------ | ------------------------ | --------------------------------------------- | ------------------------ |
| 181                      | Dariusz Batek            | Polska                   | 29                       |                                               | 82.                      |
| 182                      | Paweł Bernas             | Polska                   | 25                       |                                               | DNF-6                    |
| 183                      | Marcin Białobłocki       | Polska                   | 31                       | Mistrz Polski w jeździe indywidualnej na czas | 102.                     |
| 184                      | Paweł Franczak           | Polska                   | 23                       |                                               | 75.                      |
| 185                      | Kamil Gradek             | Polska                   | 24                       |                                               | 87.                      |
| 186                      | Adam Stachowiak          | Polska                   | 26                       |                                               | 80.                      |
| 187                      | Tomasz Marczyński        | Polska                   | 31                       | Mistrz Polski w wyścigu ze startu wspólnego   | 22.                      |
| 188                      | Kamil Zieliński          | Polska                   | 27                       |                                               | 77.                      |